# فايرانو باتينورا
فايرانو باتينورا هي كومونا تقع في مقاطعة كزرتة، كمبانية، إيطاليا. تبعد 60 كم شمال مدينة نابولي.